# 糖漬栗子
糖漬栗子（法語：marron glacé）是一種源自法國南部和意大利北部的糖果糕點，將栗子以糖漿熬煮、覆糖製成。

## 文學
小仲馬的小說《茶花女》（1848年）中，糖漬栗子是女主角瑪格麗特·歌蒂耶十分喜愛的甜食。她成為交際花時，客戶為討好她，總會買上大量的糖漬栗子供她享用。
文學家蘇曼殊也是糖漬栗子的愛好者。